# Myrhessus samurai
Myrhessus samurai är en skalbaggsart som beskrevs av Vladimir Balthasar 1941. Myrhessus samurai ingår i släktet Myrhessus och familjen Aphodiidae. Inga underarter finns listade i Catalogue of Life.